# 리벤지 (2017년 영화)
《리벤지》(프랑스어: Revenge)는 프랑스에서 제작된 2017년 액션 스릴러 영화이다. 코랄리 파르자 감독의 장편 영화 연출 데뷔작이다. 마틸다 루츠 등이 출연하였다.
2017년 9월 11일 제42회 토론토 국제 영화제 미드나이트 매드니스 부문에서 전 세계 최초로 공개되었다. 2018년 제34회 선댄스 영화제의 미드나이트 프리미어스 부문, 탈린 블랙나이츠 영화제의 미드나이트 시버스 부문에서도 상영되었다. 이 영화는 2018년 5월 11일 네온에 의해 미국에서 제한 상영되었으며, 비평가들로부터 긍정 평가를 받았다.

## 줄거리
미국인 젠은 유부남 애인 리샤르와 함께 전세 헬리콥터를 타고 리샤르의 사막 사냥 여행에 따라온다. 리샤르가 자리를 비운 사이 리샤르의 친구 스탄이 젠을 강간하고, 다른 친구 디미트리는 이를 방관한다.
리샤르는 집에 돌아가게 헬리콥터를 불러달라는 젠의 요청을 거절하고 사막으로 도망친 젠을 절벽에서 떠민다. 젠은 추락하며 나무에 배가 찔리는 부상을 입지만 살아남고, 먼저 디미트리를 기습해 죽인다. 디미트리의 짐에서 맥주캔을 찾아낸 젠은 캔을 펼치고 모닥불로 열을 가한다. 젠이 달군 캔으로 상처를 지져 봉합하자 이는 젠의 배에 맥주 상표인 불사조 모양의 상흔을 남긴다.
곧 젠은 남은 두 사람을 제거하기 위해 움직인다.

## 출연
- 마틸다 루츠 - 제니퍼 "젠" 역
- 케빈 얀선스 - 리샤르 역
- 뱅상 콜롱브 - 스탄 역
- 기욤 부셰드 - 디미트리 "디미" 역